# Tom Holland (rendező)
Tom Holland (Poughkeepsie, 1943. július 11. –) amerikai rendező, forgatókönyvíró, producer és színész.
Elsősorban a horrorfilmes műfaj alkotójaként ismert. 1983-ban jelent meg Holland forgatókönyvével Alfred Hitchcock Psycho című filmjének a folytatása, Psycho 2. címmel. A Gyerekjáték című horrorfilmes sorozat 1988-ban bemutatott első részének megrendezése az ő nevéhez fűződik. A Frászkarika – Veszélyes éj (1985) című vámpírfilm elkészítésében forgatókönyvíróként és rendezőként is részt vett. Stephen King író két művét filmesítette meg: Langolierek – Az idő fogságában (1995) és Sorvadj el! (1996).
Pályafutása során (hat jelölésből) két alkalommal jutalmazták Szaturnusz-díjjal.

## Családja és tanulmányai
1943. július 11-én született a New York állambeli Poughkeepsie-ben, Lee és Tom Holland gyermekeként.
A Worcester Academy nevű középfokú tanintézményben érettségizett 1962-ben, majd az Illinois-i Északnyugati Egyetem és a Los Angeles-i Kaliforniai Egyetem hallgatója lett.

## Filmes pályafutása

### 1970-es évek
Lee Strasberg tanítványa volt az Actors Studio elnevezésű színházi műhelyben. Tom Fielding néven Holland számos filmes és televíziós vendégszerepet elvállalt az 1960-as és 1970-es években. Az A Walk in the Spring Rain (1970) című romantikus drámában Ingrid Bergman és Anthony Quinn oldalán színészkedett.
Az 1970-es évektől a forgatókönyvírás és a rendezés felé fordult, hátrahagyva a színészetet. Az 1978-as The Initiation of Sarah című tévéfilmmel debütált, mint forgatókönyvíró.

### 1980-as évek
Első forgatókönyvírói nagyjátékfilmje az 1982-ben megjelent A bennemlakó szörnyeteg volt, melyet Edward Levy hasonló című regénye alapján vitt filmvászonra. Még ebben az évben írta meg a nagy botrányt kavart és erősen cenzúrázott (több országban betiltott) Az erőszak iskolája forgatókönyvét is.
Holland az Universal Pictures megbízásából vállalta el az 1960-as Psycho című film folytatásának megírását. A főszereplő Anthony Perkinst – aki eleinte vonakodott a folytatástól – lenyűgözte Holland forgatókönyve és emiatt bújt ismét Norman Bates bőrébe. A Richard Franklin által rendezett és Perkins mellett színészként Meg Tillyt, Robert Loggiát és Dennis Franzt felsorakoztató Psycho 2. (1983) kritikai és pénzügyi szempontból is sikeresnek bizonyult.
A következő évben, 1984-ben – ismét Franklinnel közösen – a Cloak és Dagger című filmet írta meg. Korábbi munkáival ellentétben ez egy fiatalabb nézőknek szánt kémfilm volt, Henry Thomasszal (E. T., a földönkívüli) a főszerepben. Bár pozitív kritikákat kapott, a film megbukott a jegypénztáraknál.
Első rendezése az 1985-ös Frászkarika – Veszélyes éj című, vámpír témájú horrorfilm volt. Azért döntött úgy, hogy saját kézbe veszi a film rendezését, mert csalódott a rendező Michael Winner munkájában, akinek Scream for Help (1984) című filmjéhez Holland a forgatókönyvet biztosította. A Frászkarika kritikai és anyagi sikert hozott, többek között Roger Ebert filmkritikus is méltatta kritikájában. A filmnek egy folytatása született (Frászkarika 2., 1988), 2011-ben egy feldolgozása is megjelent, Colin Farrell és Anton Yelchin főszereplésével. A 2011-es film folytatása 2013-ban került a mozikba, szintén Frászkarika 2. címmel.
1988-ban rendezte meg az első Gyerekjáték-filmet. A Gyerekjáték című horrorfilm pozitív kritikákat kapott. Az eredeti filmet hat további folytatás követte és negatív főszereplője, Chucky, a gyilkos baba a popkultúra részévé vált.

### 1989 után
A Mesék a kriptából című antológiasorozat három epizódját Holland rendezte meg (egyiket az akkor még ismeretlen színésznek számító Brad Pitt-tel a főszerepben). 1990-ben Holland Az idegen című, a thriller műfajba tartozó tévéfilmet rendezte meg. 1996-ban Stephen King Langolierek, az idő fogságában című regényét vitte képernyőre egy hasonló című televíziós minisorozattal. 1996-ban a Sorvadj el! című regény filmváltozatát készítette el.
2010-ben A balta 2. című horrorfilmben egy szerep erejéig Holland visszatért a filmvászonra.

## Filmográfia

### Film

#### Rendező és író
| Év   | Magyar cím                 | Eredeti cím                  | Feladatkör | Feladatkör |
| Év   | Magyar cím                 | Eredeti cím                  | Rendező    | Író        |
| ---- | -------------------------- | ---------------------------- | ---------- | ---------- |
| 1982 | A bennemlakó szörnyeteg    | The Beast Within             | Nem        | Igen       |
| 1982 | Az erőszak iskolája        | Class of 1984                | Nem        | Igen       |
| 1983 | Psycho 2.                  | Psycho II                    | Nem        | Igen       |
| 1984 | Cloack és Dagger           | Cloak & Dagger               | Nem        | Igen       |
| 1984 |                            | Scream for Help              | Nem        | Igen       |
| 1985 | Frászkarika – Veszélyes éj | Fright Night                 | Igen       | Igen       |
| 1987 | Végzetes szépség           | Fatal Beauty                 | Igen       | Nem        |
| 1988 | Gyerekjáték                | Child's Play                 | Igen       | Igen       |
| 1993 | A beugró                   | The Temp                     | Igen       | Nem        |
| 1996 | Sorvadj el!                | Thinner                      | Igen       | Igen       |
| 2010 |                            | To Hell with You (rövidfilm) | Igen       | Nem        |
| 2011 | Frászkarika                | Fright Night                 | Nem        | Sztori     |
| 2017 |                            | Rock, Paper, Scissors        | Igen       | Nem        |

#### Dokumentumfilm
Vezető producerként
| Év   | Cím                                                 | Megjegyzések      |
| ---- | --------------------------------------------------- | ----------------- |
| 2016 | You're So Cool, Brewster! The Story of Fright Night | kreatív tanácsadó |
| 2016 | What Is Fright Night?                               | rövidfilm         |
| 2016 | Tom Holland and Amanda Bearse Talk Fright Night     | rövidfilm         |
| 2016 | Tom Holland: Writing Horror                         | rövidfilm         |
| 2016 | Roddy McDowall: From Apes to Bats                   | rövidfilm         |
| 2016 | A Beautiful Darkness: The Look of Regine            | rövidfilm         |

#### Színész
| Év   | Magyar cím | Eredeti cím                          | Szerep                     | Megjegyzések                  |
| ---- | ---------- | ------------------------------------ | -------------------------- | ----------------------------- |
| 1963 |            | America America                      | ismeretlen szereplő hangja | stáblistán nincs feltüntetve  |
| 1969 |            | Model Shop                           | Gerry                      |                               |
| 1969 |            | Changes                              | szobatárs                  |                               |
| 1970 |            | A Walk in the Spring Rain            | fiú                        |                               |
| 1972 |            | Josie's Castle                       | Leonard Robbins            |                               |
| 1983 | Psycho 2.  | Psycho II                            | Norris seriffhelyettes     | magyar hangja Wohlmuth István |
| 2009 |            | The Crystal Lake Massacres Revisited | Charles Brewster           | rövid áldokumentumfilm        |
| 2010 | A balta 2. | Hatchet II                           | Bob                        |                               |
| 2014 |            | Digging Up the Marrow                | önmaga                     |                               |
| 2015 |            | Clowntown                            | névtelen bohóc             | rövidfilm                     |

### Televízió

#### Rendező, író és producer
| Év        | Magyar cím                                    | Eredeti cím             | Feladatkör | Feladatkör | Feladatkör      | Megjegyzések                         |
| Év        | Magyar cím                                    | Eredeti cím             | Rendező    | Író        | Vezető producer | Megjegyzések                         |
| --------- | --------------------------------------------- | ----------------------- | ---------- | ---------- | --------------- | ------------------------------------ |
| 1978      |                                               | The Initiation of Sarah | Nem        | Sztori     | Nem             | tévéfilm                             |
| 1986      |                                               | Amazing Stories         | Igen       | Nem        | Nem             | 1 epizód                             |
| 1989–1992 | Mesék a kriptából                             | Tales from the Crypt    | Igen       | Igen       | Nem             | 3 epizód                             |
| 1990      | Az idegen                                     | The Stranger Within     | Nem        | Igen       | Nem             | tévéfilm                             |
| 1991      |                                               | The Owl                 | Igen       | Igen       | Igen            | eladatlan próbaepizód                |
| 1992      | Variációk két ökölre                          | Two-Fisted Tales        | Igen       | Nem        | Nem             | tévéfilm (King of the Road szegmens) |
| 1995      | Stephen King: Langolierek – Az idő fogságában | The Langoliers          | Igen       | Igen       | Nem             | minisorozat                          |
| 2006      |                                               | The Initiation of Sarah | Nem        | Sztori     | Nem             | tévéfilm                             |
| 2007      | A horror mesterei                             | Masters of Horror       | Igen       | Nem        | Nem             | 1 epizód                             |
| 2008      |                                               | Driven                  | Igen       | Igen       | Igen            | online rövidfilm                     |
| 2008      |                                               | 5 or Die                | Igen       | Igen       | Igen            | online rövidfilm                     |
| 2013      |                                               | Twisted Tales           | Igen       | Igen       | Igen            | websorozat (9 epizód)                |

#### Színész
| Év        | Magyar cím                                    | Eredeti cím         | Szerep                    | Megjegyzések          |
| --------- | --------------------------------------------- | ------------------- | ------------------------- | --------------------- |
| 1964      |                                               | 77 Sunset Strip     | Al Killian                | 1 epizód              |
| 1964      |                                               | Theatre of Stars    | Vic Burns                 | 1 epizód              |
| 1965–1966 |                                               | A Flame in the Wind | Steve Reynolds            | 1 epizód              |
| 1967      |                                               | Combat!             | Tommy Bishop              | 1 epizód              |
| 1968      |                                               | Felony Squad        | LeRoy Baker               | 1 epizód              |
| 1969      |                                               | My Friend Tony      | ismeretlen szerep         | 1 epizód              |
| 1969      |                                               | The Young Lawyers   | David Harrison            | 1 epizód              |
| 1969      |                                               | Medical Center      | Jess Yarnaby              | 1 epizód              |
| 1978      |                                               | The Incredible Hulk | Steve Silva               | 1 epizód              |
| 1983      | Forrongó világ                                | The Winds of War    | tengeralattjáró kapitánya | 1 epizód              |
| 1991      |                                               | The Owl             | rabló                     | eladatlan próbaepizód |
| 1994      | Stephen King: Végítélet                       | The Stand           | Carl Hough                | minisorozat           |
| 1995      | Stephen King: Langolierek – Az idő fogságában | The Langoliers      | brit bérgyilkos megbízója | minisorozat           |
| 2010      |                                               | Team Unicorn        | nagypapa                  | 1 epizód              |

## Fontosabb díjak és jelölések
| Év   | Díj            | Kategória            | Jelölt mű                  | Eredmény |
| ---- | -------------- | -------------------- | -------------------------- | -------- |
| 1986 | Szaturnusz-díj | legjobb rendező      | Frászkarika – Veszélyes éj | Jelölve  |
| 1986 | Szaturnusz-díj | legjobb forgatókönyv | Frászkarika – Veszélyes éj | Elnyerte |
| 1990 | Szaturnusz-díj | legjobb forgatókönyv | Gyerekjáték                | Jelölve  |

## Fordítás
- Ez a szócikk részben vagy egészben  a   Tom Holland (director) című angol Wikipédia-szócikk ezen változatának fordításán alapul.  Az eredeti cikk szerkesztőit annak laptörténete sorolja fel. Ez a jelzés csupán a megfogalmazás eredetét és a szerzői jogokat jelzi, nem szolgál a cikkben szereplő információk forrásmegjelöléseként.